# Тражану-ди-Морайс
Тражану-ди-Морайс (порт. Trajano de Morais) — муниципалитет в Бразилии, входит в штат Рио-де-Жанейро. Составная часть мезорегиона Центр штата Рио-де-Жанейро. Входит в экономико-статистический микрорегион Санта-Мария-Мадалена. Население составляет 9706 человек на 2007 год. Занимает площадь 589,397 км². Плотность населения — 16,5 чел./км².

## История
Город основан 25 апреля 1892 года.

## Статистика
- Валовой внутренний продукт на 2005 год составляет 58 158 тысяч реалов (данные: Бразильский институт географии и статистики).
- Валовой внутренний продукт на душу населения на 2005 год составляет 6020,00 реалов (данные: Бразильский институт географии и статистики).
- Индекс развития человеческого потенциала на 2000 год составляет 0,723 (данные: Программа развития ООН).

## География
Климат местности: горный тропический. В соответствии с классификацией Кёппена, климат относится к категории Cwa.